# Monomio-binomio
El sistema de cifrado Monomio-binomio, también llamado tablero demediado (ambas son traducciones del francés  mônome binôme y del inglés straddling checkerboard respectivamente, también es conocido en italiano como scacchiera a diffusione), es un sistema de cifrado que se basa en una sustitución simple. No obstante, mientras que sistemas como el cifrado de César supone la sustitución de cada letra por otro símbolo, y sistemas como el cuadrado de Polibio o la cifra nihilista suponen la sustitución por dos símbolos correspondientes a las coordenadas de la letra sustituida, el sistema Monomio-binomio permite que algunas letras sean sustituidas por un símbolo y otras por dos símbolos. De acuerdo con David Kahn, su invención fue obra de los rusos.

## Descripción del proceso de cifrado
Para cifrar, lo primero es generar un cuadro similar al siguiente en que se ha empleado la palabra mnemotécnica DENARIOS compuesta por las 8 letras más frecuentes en castellano y se ha completado la última línea con una almohadilla (#) para representar otras posibilidades como signos de puntuación, etcétera:
| - | 1 | 2 | 3 | 4 | 5 | 6 | 7 | 8 | 9 | 0 |
| - | - | - | - | - | - | - | - | - | - | - |
| - | D | - | E | N | A | R | - | I | O | S |
| 2 | B | C | F | G | H | J | K | L | M | Ñ |
| 7 | P | Q | T | U | V | W | X | Y | Z | # |

Se han dejado dos letras en la primera línea, vacías y representadas por un guion (-), para poder formar el tablero.
Para cifrar, se sustituyen las letras situadas en la primera línea por los números correspondientes a la columna. En el caso de las letras recogidas en las líneas segunda y tercera se les anteceden los números 2 y 7 respectivamente. De esta forma, todo número 2 o 7 señalará que debe escogerse el dúo de números.
Naturalmente, se pueden emplear tres huecos en la primera línea con la consiguiente creación de una línea más de modo que sean 37 caracteres (según The Codebreakers, esta tabla con 37 caracteres era la preferida por los rusos en atención a su alfabeto que consta de no menos de 33 caracteres). Estas variantes también pueden emplearse para introducir dígitos u otros símbolos. Por el contrario, se puede decir que la variante con 28 posiciones en la tabla es la preferida por los anglosajones que solamente usan 26 caracteres.
Frente a los demás sistemas de sustitución simple presenta la ventaja de que permite ocultar la longitud del mensaje.
Se trata de una sustitución que puede ser complementada con otros sistemas de cifrado como ocurre para formar la cifra VIC.

## Uso histórico
El primer uso histórico registrado parece ser durante la Guerra Civil Española por parte de los republicanos y de los asesores soviéticos de los mismos. Según David Kahn, fue un invento soviético que se empleó, por vez primera a gran escala, coincidiendo con la Guerra Civil. Al parecer la documentación más antigua conservada registra la clave M DELVAYO.

## En la cultura popular
Esta cifrada es mencionada como usada por los republicanos en la novela Sabotaje de Arturo Pérez-Reverte.

## Cifras relacionadas
- sustitución simple
- cifrado de César
- cuadrado de Polibio
- cifrado nihilista
- cifra VIC